# Laurence Olivier Award alla miglior attrice non protagonista
Il Premio Laurence Olivier alla miglior attrice non protagonista (Laurence Olivier Award for Best Actress in a Supporting Role) è un riconoscimento teatrale presentato dal 1977 dalla Society of London Theatre.
Il premio fu costituito nel 1977, ma nel 1985 le categorie alla miglior attrice non protagonista e al miglior attore non protagonista furono inglobate in un'unica categoria, il Laurence Olivier Award alla miglior performance in un ruolo non protagonista. Le due categorie distinte tornarono a presentarsi dal 1991 al 1995, poi ancora nel 1997, dal 2000 al 2002, dal 2010 al 2011 e poi ogni anno a partire dal 2013.

## Vincitrici e candidate

### Anni 1970
- 1977
  - Mona Washbourne - Stevie
  - Constance Chapman - Just Between Ourselves
  - Anna Manahan - The Plough and the Stars
  - Elizabeth Spriggs – Volpone
- 1978
  - Elizabeth Spriggs - Love Letters on Blue Paper
  - Brenda Bruce - The Lady's Not for Burning
  - Susan Fleetwood - The Woman
  - Patricia Hayes – Filumena Marturano
- 1978
  - Doreen Mantle – Morte di un commesso viaggiatore
  - Carmen du Sautoy - Once in a Lifetime, Alison Fiske, For Services Rendered, Evie
  - Patricia Routledge - And a Nightingale Sang

### Anni 1980
- 1980
  - Suzanne Bertish – The Life and Adventures of Nicholas Nickleby
  - Lynn Dearth - The Greeks
  - Prunella Scales - Make and Break
  - Susan Tracy – Tre sorelle
- 1981
  - Gwen Watford - Il divo Garry
  - Brenda Bruce – Romeo e Giulietta
  - Sinéad Cusack – Come vi piace
  - Gwen Taylor – Amleto
- 1982
  - Anna Massey – L’importanza di chiamarsi Ernesto
  - Nicola Blackman - Destry Rides Again
  - Sheila Hancock – Il racconto d’inverno
  - Carole Hayman - Top Girls
- 1983
  - Abigail McKern – Come vi piace
  - Kate Buffery - Daisy Pulls It Off
  - Sylvia Coleridge - Clay
  - Barbara Leigh-Hunt - Pack of Lies
- 1984
  - Marcia Warren - Stepping Out
  - Clare Higgins – Un tram che si chiama desiderio
  - Sophie MgCina - Poppie Nongena
  - Zoë Wanamaker - The Time of Your Life

### Anni 1990
- 1991
  - Sara Crowe – Vite in privato
  - Maria Miles – L’anitra selvatica
  - Anita Reeves – Dancing at Lughnasa
  - Zoë Wanamaker – Il crogiuolo
- 1992
  - Frances de la Tour - When She Danced
  - Eileen Atkins – La notte dell'iguana
  - Clare Higgins – Napoli milionaria!
  - Lesley Sharp – Zio Vanja
- 1993
  - Barbara Leigh-Hunt - An Inspector Calls
  - Annette Badland - The Rise and Fall of Little Voice
  - Elizabeth Bradley – Billy Liar
  - Rosemary Harris – Lost in Yonkers
- 1994
  - Helen Burns - The Last Yankee
  - Rosemary Leach - Separate Tables
  - Sandy McDade - The Life of Stuff
  - Sophie Thompson - Wildest Dreams
- 1995
  - Dora Bryan - The Birthday Party
  - Samantha Bond - Il Cid
  - Bríd Brennan - Rutherford and Son
  - Kathryn Hunter - Pericle, principe di Tiro
- 1997
  - Deborah Findlay - Stanley
  - Frances Barber – Zio Vanja
  - Anna Chancellor – Stanley
  - Clare Holman – Chi ha paura di Virginia Woolf?

### Anni 2000
- 2000
  - Patricia Hodge - Money
  - Anne-Marie Duff - Collected Stories
  - Estelle Kohler – Il racconto d’inverno
  - Kika Markham - A Song at Twilight
- 2001
  - Pauline Flanagan - Dolly West's Kitchen
  - Gillian Barge - Passion Play
  - Catherine McCormack – Erano tutti miei figli
  - Marcia Warren - In Flame
- 2002
  - Marcia Warren - Humble Boy
  - Bríd Brennan - Le piccole volpi
  - Emma Fielding – Vite in privato
  - Lyndsey Marshal - Boston Marriage

### Anni 2010
- 2010
  - Ruth Wilson – Un tram che si chiama Desiderio
  - Hayley Atwell – Uno sguardo dal ponte
  - Michelle Dockery - Burnt by the Sun
  - Alexandra Gilbreath – La dodicesima notte
  - Keira Knightley – Il misantropo
  - Rachael Stirling - The Priory
- 2011
  - Michelle Terry - Tribes
  - Sarah Goldberg - Clybourne Park
  - Anastasia Hille – Il costruttore Solness
  - Gina McKee – Re Lear
  - Rachael Stirling – Un marito ideale
- 2013[2]
  - Nicola Walker – The Curious Incident of the Dog in the Night-Time
  - Janie Dee - NSFW
  - Anastasia Hille - The Effect
  - Cush Jumbo – Giulio Cesare
  - Helen McCrory - The Last of the Haussmans
- 2014[3]
  - Sharon D. Clarke - The Amen Corner
  - Sarah Greene - The Cripple of Inishmaan
  - Katherine Kingsley – Sogno di una notte di mezz’estate
  - Cecilia Noble - The Amen Corner
- 2015[4]
  - Angela Lansbury – Spirito allegro
  - Jamie Adler, Zoe Brough, Perdita Hibbins e Isabella Pappas - The Nether
  - Phoebe Fox – Uno sguardo dal ponte
  - Lydia Wilson - King Charles III
- 2016[5]
  - Judi Dench – Il racconto d’inverno
  - Michele Dotrice - Nell Gwynn
  - Melody Grove – Farinelli and the King
  - Catherine Steadman – Oppenheimer
- 2017[6]
  -  Noma Dumezweni – Harry Potter e la maledizione dell’erede
  - Melissa Allan, Caroline Deyga, Kirsty Findlay, Karen Fishwic, Kirsty MacLaren, Frances Mayli McCann, Joanne McGuinness, Dawn Sievewright – Our Ladies of Perpetual Succour
  - Clare Foster – I mostri sacri
  - Kate O'Flynn – Lo zoo di vetro
- 2018[7]
  - Denise Gough - Angels in America nel ruolo di Harper
  - Bríd Brennan - The Ferryman nel ruolo di Maggie
  - Dearbhla Molloy - The Ferryman nel ruolo di Pat
  - Imogen Poots - Chi ha paura di Virginia Woolf? nel ruolo di Honey
- 2019[8]
  - Monica Dolan - All About Eve nel ruolo di Karen Richards
  - Susan Brown - Home, I'm Darling nel ruolo di Sylvia
  - Cecilia Noble - Nine Night nel ruolo di Zia Maggie
  - Vanessa Redgrave - The Inheritance nel ruolo di Margaret

### Anni 2020
- 2020[9][10]
  - Indira Varma - Il divo Garry nel ruolo di Liz Essendin
  - Michele Austin - Cyrano de Bergerac nel ruolo di Ragueneau
  - Sophie Thompson - Il divo Garry nel ruolo di Monica Reed
  - Josie Walker - The Ocean at the End of the Lane nel ruolo di Mrs Hempstock
- 2022[11][12]
  - Liz Carr - The Normal Heart nel ruolo di Dr Emma Brookner
  - Tori Burgress - Pride and Prejudice* (*sort of) nel ruolo di Lydia Bennet
  - Christina Gordon - Pride and Prejudice* (*sort of) nel ruolo di Jane Bennet
  - Akiya Henry - The Tragedy of Macbeth nel ruolo di Lady Macduff
- 2023[13][14]
  - Anjana Vasan - Un tram che si chiama Desiderio nel ruolo di Stella
  - Rose Ayling-Ellis – Come vi piace nel ruolo di Celia
  - Pamela Nomvete – To Kill A Mockingbird nel ruolo di Scout
  - Caroline Quentin – Jack Absolute Flies Again nel ruolo di Mrs Malaprop
  - Sharon Small – Good nel ruolo di Helen
- 2024[15][16]
  - Haydn Gwynne - When Winston Went to War With the Wireless nel ruolo di Stanley Baldwin
  - Lorraine Ashbourne - Till the Stars Come Down nel ruolo di zia Carol
  - Priyanga Burford - Un nemico del popolo nel ruolo di Aslaksen
  - Gina McKee - Dear England nel ruolo di Pippa
  - Tanya Reynolds - A Mirror nel ruolo di Mei
- 2025
  - Romola Garai - The Years nel ruolo di una donna
  - Sharon D. Clarke - L'importanza di chiamarsi Ernesto nel ruolo di Lady Bracknell
  - Romola Garai - Giant nel ruolo di Jessie Stone
  - Gina McKee - The Years nel ruolo di una donna